# La Dernière Chance (Stargate)
Pour les articles homonymes, voir La Dernière Chance.
La Dernière Chance (1/2) et La Dernière Chance (2/2) sont les seizième et dix-septième épisodes de la saison 8 de la série télévisée Stargate SG-1.

## Scénario
Une séance du Haut-Conseil des Grands Maîtres Goa'uld est en cours pour recevoir la goa'uld Selkhet, un émissaire de Ba'al, lequel émet des propositions inacceptables pour ceux qui résistent encore à Ba'al. La garde de l'émissaire amène alors celle qu'il désigne comme le "major Carter". Alors que Yu entame son interrogatoire, il est transpercé d'une lame épaisse : il s'agissait en réalité de RépliCarter, dont le vaisseau approche de la station du Haut-Conseil.
On retrouve ensuite Bra'tac et Teal'c, à bord d'un Ha'tak, en mission pour la Résistance Jaffa, accompagnés de Carter et Jackson en qualité d'observateurs. Ils attendent l'arrivée de renforts afin de procéder à une attaque de grande envergure contre les Grands Maîtres. Un autre Ha'tak arrive à proximité ; Bra'tac lui envoie les codes de reconnaissance d'un vaisseau d'Amaterasu, mais le nouveau venu ouvre le feu avec une puissance étonnante, alors que les armes du vaisseau de Bra'tac n'ont aucun effet sur lui. Ils décident alors d'évacuer par les anneaux de transfert, mais tombent sur une armada de Réplicateurs en train de prendre possession du vaisseau. Jackson est alors téléporté hors du Hat'ak par les Réplicateurs tandis que les autres évacuent par les anneaux pour atteindre la Porte des Étoiles de la planète autour de laquelle ils sont en orbite.
Jacob et Selmak arrivent sur Terre afin de prévenir le SGC de l'offensive Réplicateur contre les Goa'ulds en cours dans la Galaxie. Jacob apprend également à O'Neill que sa mission sur Terre n'a pas été commanditée par le Haut-Conseil Tok'ra, et que le récepteur avec lequel il est venu n'est pas censé être en sa possession, vu la méfiance qui anime le Haut-Conseil Tok'ra envers lui. Le récepteur apprend à O'Neill le nombre considérable de Ha'taks existant dans la Galaxie, ainsi que la vitesse inouïe à laquelle les Réplicateurs en prennent possession. Selon Jacob, les Goa'ulds seront vaincus dans quelques semaines.
Teal'c, Bra'tac et Carter reviennent sur Terre par la Porte. Ils apprennent à O'Neill l'enlèvement de Jackson, et Carter déduit de cet enlèvement que c'est RépliCarter qui est à l'origine de la manœuvre, car elle sait que Jackson a possédé le savoir des Anciens sans qu'on n'ait jamais prouvé que celui-ci avait été totalement effacé de son esprit par Oma Dessala ; le cas échéant, elle le trouvera et s'en servira pour apprendre à la fois si d'autres armes que le disrupteur la menacent, et aussi à assimiler le savoir des Anciens.
Lors du débriefing, Jacob apprend à l'assemblée que les Jaffas désertent la résistance pour retourner auprès de leurs anciens Maîtres, apeurés par l'avancée des Réplicateurs qu'ils considèrent comme un fléau divin les punissant de leur rébellion. Teal'c et Bra'tac considèrent également que les Grands Maîtres pourraient profiter de l'hypothétique défaite des Réplicateurs pour asseoir leur divinité. Cette défaite semble de plus en plus incertaine car les recherches pour rendre le disrupteur de nouveau efficace piétinent et Thor n'a signalé aucun avancement sur ce sujet. O'Neill demande néanmoins que celui-ci soit prévenu.
Teal'c et Bra'tac tiennent conseil afin de contrer la déliquescence de leur mouvement. Teal'c suggère de marquer les esprits en s'emparant de Dakara, planète mythique pour les Jaffas et dont la défense a été largement dégarnie par Ba'al pour faire face aux Réplicateurs.
O'Neill tente de dissiper la culpabilité éprouvée par Carter, qui s'estime responsable de l'enlèvement de Jackson pour avoir appris l'existence du savoir des Anciens et du disrupteur à RépliCarter. Thor la téléporte alors, ainsi que toutes ses recherches sur les Réplicateurs, à bord du "Daniel Jackson" afin de tenter de récupérer la clé de cryptage Réplicateur qui rend le disrupteur inefficace, ce qui nécessitera de se connecter au réseau subspatial Réplicateur, rendant l'opération dangereuse si ceux-ci se rendaient compte de la connexion. Pendant ce temps, Bra'tac et Teal'c font part de leur plan à O'Neill.
À bord du vaisseau-mère Réplicateur, RépliCarter apprend à Jackson que ce sont les connaissances des Anciens concernant le disrupteur qui l'intéressent. Elle entame alors l'"interrogatoire". Pendant ce temps, Teal'c et Bra'tac tentent de convaincre les dirigeants de la résistance du bien-fondé de l'attaque sur Dakara. Après d'âpres négociations, le plan est approuvé par tous.
Jacob et O'Neill discutent de la situation des armées Goa'uld fédérées par Ba'al. Jacob propose d'utiliser ses contacts parmi les proches conseillers de Ba'al afin de lui suggérer, au lieu de jeter toutes ses forces dans la bataille et de gaspiller ses ressources en laissant ses vaisseaux aux Réplicateurs, de laisser le champ libre aux Réplicateurs puisque ceux-ci sont plus agressifs et prompts face à un ennemi résistant. O'Neill refuse afin d'éviter que Ba'al ne se replie sur Dakara et ne détruise ce qu'il reste de la résistance Jaffa. Jacob tente de dissuader O'Neill de compromettre une situation passablement dégradée en tentant de sauver un mouvement à bout de souffle ; Ba'al contacte alors le SGC pour en apprendre plus sur le disrupteur et faire alliance avec la Tau'ri. O'Neill se moque alors de lui ; Jacob tente de lui expliquer sa stratégie, mais O'Neill le coupe et dit qu'au lieu d'aider Ba'al, il préfère "continuer à le regarder se faire botter le train tout seul". Ba'al interrompt alors la transmission, et O'Neill apprend à un Jacob excédé qu'il ne compte pas sacrifier Teal'c dans l'histoire.
Ayant réussi à réactiver les blocs de Réplicateurs à leur disposition, Thor se connecte à leur réseau et en ressort la distribution des vaisseaux Réplicateurs dans la Galaxie, distribution qui effare Carter. Pendant ce temps, la Résistance arrive autour de Dakara et en chasse le seul Ha'tak présent.
Jackson, sous la fouille détaillée de RépliCarter, se retrouve dans une tente abydossienne avec la visite d'Oma Dessala, laquelle lui propose de nouveau l'ascension. De son côté, sur Delmak, l'ancienne planète de Sokar, Ba'al fait son rapport sur la situation à son maître qui n'est nul autre qu'Anubis, possesseur d'un corps humain gravement endommagé par le contact prolongé avec son esprit. Il explique que la situation est sous un contrôle fragile, et suggère à son tour de battre en retraite pour éviter une destruction sans effet de ses troupes. Anubis lui répond sèchement que tout est prévu et que la situation sera renversée le moment venu.
Thor et Carter produisent des résultats : ils ont extrait la clé de cryptage et modifié le rayon disrupteur en conséquence. Ils comptent choisir un vaisseau Réplicateur isolé et tester le nouveau rayon. Quant à Jackson, il discute de son éventuelle ascension avec Oma Dessala mais reste dans le doute face à une Oma qui s'exprime par métaphores et qui refuse de l'aider autrement qu'en lui montrant le chemin de l'ascension.
La résistance Jaffa a réussi : Dakara est sous leur contrôle et les dernières poches de soumission à Ba'al ont été supprimées. Pendant ce temps, Thor et Carter essayent le rayon modifié sur un vaisseau isolé, ce qui fonctionne : tous les Réplicateurs du vaisseau sont détruits. Cependant, un autre vaisseau Réplicateur arrive et attaque le vaisseau Asgard. Les nouveaux arrivants résistent au rayon : ils se sont déjà immunisés contre la nouvelle version. Thor se voit contraint de prendre la fuite.
Ba'al, venu aviser Anubis de la prise de Dakara par les Rebelles, voit ce dernier changer de corps et en posséder un nouveau pour délaisser le premier, trop endommagé par sa possession. Anubis lui ordonne ensuite de lancer toute sa flotte à l'offensive sur Dakara, en délaissant les Réplicateurs, et de ne laisser aucun survivant sur la planète. De son côté, Jackson nage toujours dans les métaphores d'Oma, puis lance une réflexion qui semble être une métaphore philosophique du genre de celles d'Oma, mais qui déstabilise celle-ci, ce qui révèle à Jackson la supercherie : il s'agit en réalité de RépliCarter dont le but était d'amener Jackson à lui ouvrir son esprit pour lui permettre de le sonder plus aisément.
En route vers la Terre, le vaisseau de Thor subit des avaries : des Réplicateurs infiltrent les systèmes de son vaisseau, et Thor décide de sauver Carter puis de rester à bord pour circonscrire autant que possible l'infiltration. Carter n'a pas le temps de protester qu'elle est ré-expédiée dans le bureau d'O'Neill. Pendant ce temps, la Résistance apprend le retour de Ba'al avec toute sa flotte vers Dakara.
RépliCarter tente de convaincre Jackson qu'Oma ne mérite pas sa déférence, de par son manque d'action et sa nébulosité. Elle l'informe également qu'occuper son esprit avec l'image d'Oma lui a permis d'apprendre l'existence du temple de Dakara, qu'elle dit contenir la seule arme pouvant menacer l'armée Réplicateur. Sur Terre, Ba'al apprend à O'Neill l'existence de cette même arme en lui demandant de la faire détruire avant que sa flotte ne prenne possession de la planète. O'Neill demande alors des explications face à cette demande pour le moins saugrenue ; Ba'al lui dit que cette arme peut éliminer non seulement les Réplicateurs mais aussi toute vie dans la Galaxie. Il précise que lui ne s'en servira pas, mais qu'un autre le fera : Anubis.

O'Neill met alors les Carter, père et fille, au courant du message de Ba'al. Ils en concluent qu'Anubis détruisant toute vie avant de repeupler la Galaxie selon ses désirs est tout à fait possible ; il leur faut donc aller sur Dakara et trouver l'arme afin de la détruire et d'être sûr qu'elle le soit. Les Carter y arrivent peu après afin de déchiffrer les glyphes anciens présents sur le temple.
Pendant ce temps, la Résistance tient conseil sur la stratégie à suivre face à l'arrivée imminente de Ba'al. Teal'c fait remarquer que Ba'al ralentit volontairement l'avancée de ses vaisseaux, probablement pour laisser le temps aux personnes présentes de détruire l'arme avant son arrivée et mettre Anubis devant le fait accompli plutôt que la détruire lui-même et subir les foudres d'Anubis. Il décide également de diviser les forces rebelles afin de permettre de continuer la lutte si le gros des troupes venait à être détruit.
Jackson, toujours captif, demande à RépliCarter ce qu'elle compte faire de lui. Elle lui répond que la fouille de son esprit lui a donné un aperçu du volume du savoir des Anciens. Elle tente alors de le convaincre de l'aider à exhumer ce savoir de son subconscient, ce qu'il refuse catégoriquement. Elle lui rappelle alors qu'Oma l'avait empêché de détruire Anubis quand il était en orbite autour d'Abydos alors qu'il en avait le pouvoir, et qu'il possède encore le savoir nécessaire pour le détruire. Elle lui annonce alors qu'elle compte bien extraire de son esprit tout le savoir Ancien qu'il contient.
Les Carter avancent difficilement sur la traduction, les phrases traduites n'ayant aucun sens et les notes de Jackson étant trop mal classées pour les aider. Teal'c les prévient alors que Ba'al sera arrivé dans l'heure qui suit.
RepliCarter tente une nouvelle fois de convaincre Jackson de l'aider au lieu de lui résister. Pour cela, elle lui promet de ne pas le tuer et de ne pas s'attaquer à la Terre, ce à quoi Jackson répond qu'il compte bien lui résister jusqu'au bout.
La vraie Carter, quant à elle, émet l'hypothèse que les glyphes gravés sont peut-être un code. Elle se rend alors compte que, lorsque certains mots sont lus avec les glyphes inversés, ils forment des phrases nettement plus cohérentes. Elle comprend alors que ce qu'ils prenaient pour des cercles gravés dans le texte permettent en fait de faire pivoter des blocs entiers de texte, cercles qui doivent former une combinaison pour ouvrir le passage.
Ba'al contacte les Rebelles pour les menacer, ce à quoi Teal'c répond que s'il les détruit, il devra détruire lui-même l'arme et en rendre compte à Anubis. Contraint, Ba'al suspend l'avancée de sa flotte, mais cela ne semble pas vouloir durer. Pendant ce temps, le colonel Carter réussit à ouvrir le passage avec la rotation des disques. Elle prévient O'Neill de sa découverte, lequel lui demande de s'assurer de pouvoir la détruire. Jacob demande alors un temps de réflexion, car un écran de contrôle l'informe que le mode de fonctionnement de l'arme ressemble à celui du disrupteur (fragmentation de la cible), et il décide qu'une étude approfondie pourrait se révéler utile. Le colonel prévient alors O'Neill de cette possibilité.
La flotte de Ba'al se met en position d'attaque. Pendant ce temps, les Carter parviennent à interfacer un ordinateur avec la machine.
Face à l'attaque de Ba'al, les Rebelles battent en retraite. Ba'al choisit alors de les suivre et de délaisser temporairement la planète pour permettre à ses occupants de détruire l'arme. Quant aux Carter, ils comprennent qu'ils faudra procéder à des réglages de l'engin pour cibler les Réplicateurs uniquement. Ils en arrivent également à la conclusion que, pour éviter de laisser le temps aux Réplicateurs de s'adapter à la nouvelle onde, il faudrait qu'ils y soient exposés tous en même temps, ce qui implique d'ouvrir la Porte de Dakara vers toutes les portes de la Galaxie simultanément afin d'exposer tous les Réplicateurs en une seule fois. Carter demande alors à Teal'c de faire passer un message à Ba'al : ils ont besoin de son aide pour reprogrammer le DHD de Dakara.
RépliCarter continue son exploration du savoir Ancien de Jackson. Celui-ci est impressionné par la masse de savoir et commence à douter de la capacité de son ennemie à assimiler toutes les connaissances stockées dans son subconscient. Elle lui répond que toutes les connaissances sont distribuées avec les autres Réplicateurs, et qu'en conséquence leur capacité de stockage n'est limitée que par leur nombre, lequel augmente de minute en minute de façon exponentielle.
Ba'al apparaît sous forme d'hologramme dans la salle de l'arme de Dakara. Les Carter lui font un rapide briefing de la situation et de l'aide qu'il peut apporter. Ba'al tente de faire atterrir ses troupes au prétexte de les aider, mais se voit contraint de dicter à Carter les modifications à apporter au DHD.
La Porte de Cheyenne Mountain est activée. Un signal radio incompréhensible est capté, puis les ordinateurs se retrouvent sous le contrôle d'une entité externe. L'iris s'ouvre alors, l'alimentation générale est coupée et les Réplicateurs entament l'invasion du SGC. O'Neill ordonne alors la mise en quarantaine de la base, l'évacuation du personnel par les issues de secours et l'activation de l'autodestruction.
L'évacuation du personnel est en cours, mais Reynolds informe O'Neill que l'autodestruction a été empêchée par les Réplicateurs. O'Neill demande alors le lancement d'une tête nucléaire dans le silo qui héberge la Porte.
RépliCarter semble peiner à maîtriser la masse de données qu'elle continue d'extraire de Jackson. Celui-ci en profite pour la faire douter de sa capacité à gérer ces informations. RépliCarter lui rappelle alors qu'elle est plus évoluée que lui, ce que dément Jackson.
Au SGC, Harriman informe O'Neill que le largage de la tête nucléaire a été approuvé et que les civils dans un large périmètre autour de la base sont en évacuation. Reynolds l'informe alors que 6 hommes sont coincés, dont Siler. O'Neill décide d'aller les récupérer.
Jackson découvre alors que RépliCarter a menti en prétendant ne pas vouloir attaquer le SGC. Elle comprend alors qu'il s'est joué d'elle en sondant à son tour son esprit. Il explique que le savoir qu'elle extrayait de son subconscient l'y a aidé. RépliCarter tente de se dérober à son emprise, mais Jackson la retient prisonnière dans son esprit et menace maintenant de franchir ses barrières mentales et d'accéder au contrôle de tous les Réplicateurs.
Sur Dakara, le colonel Carter et Ba'al ont achevé les modifications du DHD. Ils travaillent maintenant avec Jacob et Selmak à terminer les réglages de l'arme, bien que l'ambiance ne soit pas au beau fixe, Ba'al prenant plaisir à agacer les deux autres. Pendant ce temps, O'Neill et Reynolds atteignent les hommes coincés et parviennent à les libérer en faisant sauter la porte.
La flotte Réplicateur se met en orbite autour de Dakara et attaque immédiatement celle de Ba'al. Celui-ci, après avoir donné un mauvais réglage, informe les Carter de la situation. O'Neill se replie face aux Réplicateurs de Cheyenne Mountain pendant que Teal'c ordonne aux vaisseaux Rebelles d'attaquer la flotte Réplicateur pour ralentir leur marche sur Dakara.
O'Neill, qui vient d'obtenir un délai de 15 minutes avant détonation de l'ogive, demande l'explosion dès que possible et de ne plus attendre la sortie de son groupe. Ba'al informe alors les Carter qu'il ne peut plus maintenir la communication face aux avaries de son vaisseau et disparaît.
Siler tente de reprendre le contrôle de la base par l'ordinateur central. Pendant ce temps, la rude bataille en orbite de Dakara amène Teal'c à tenter de fuir ; quant aux hommes d'O'Neill, ils tentent de ralentir l'assaut des Réplicateurs sur la salle de contrôle.
Sur Dakara, un vaisseau de débarquement Réplicateur se pose devant le temple. Jacob vient encore d'affiner les réglages de l'arme, mais ce n'est pas encore suffisant. Le faible contingent de Jaffas et Carter défendent alors l'entrée de la salle de l'arme.
Alors que la situation est de plus en plus critique de toutes parts, Jackson parvient à prendre le contrôle des armées Réplicateurs, ce qui offre un répit aux différentes forces combattant ces derniers. Teal'c demande si l'arme a été activée, ce que le colonel Carter dément.
Crispé par la concentration nécessaire au contrôle de la masse, Jackson subit également les moqueries de RépliCarter. Celle-ci réussit à sortir de l'esprit de Jackson, le relâche de ses entraves et le transperce alors par ce même bras changé en lame épaisse que celui qui anéantit Yu au début. Jackson relâche alors son emprise sur la masse des Réplicateurs qui reprend alors les combats.
Jacob réussit in extremis à atteindre les réglages adéquats et à activer l'arme. Le sommet du temple s'ouvre alors tandis que l'arme se charge en sortant du sommet. La Porte de Dakara s'active vers toutes les autres, y compris celle de la Terre. Au moment où Jackson décède, l'arme tire. Les Réplicateurs sur et autour de Dakara sont alors détruits, ainsi que ceux du SGC. Peu après, le vaisseau de RépliCarter est également détruit.
Jacob se montre affecté physiquement et étonnamment par le déclenchement de l'arme. Pendant ce temps, Ba'al tente de récupérer un maximum de vaisseaux anciennement Réplicateurs, mais la rébellion le prend de vitesse et s'empare de tous les vaisseaux, le sien y compris ; cependant, au moment où Bra'tac proclame que les balles de son P90 tueront bien Ba'al, celui-ci parvient à s'échapper par téléportation.
Carter rend compte de la situation à O'Neill : les Réplicateurs ont été détruits et les Goa'uld vaincus, ce qui assied définitivement la Rébellion Jaffa. Thor a également pu rentrer chez les siens et attend son nouveau corps. Ils s'apprennent mutuellement que, de leurs côtés respectifs, les Réplicateurs se sont figés, ce qui est la marque de Jackson. Ils finissent en se demandant ce qu'il est devenu, n'ayant aucune preuve de sa mort.

## Distribution
- Richard Dean Anderson : Brigadier Général Jack O'Neill
- Amanda Tapping : Lieutenant Colonel Samantha Carter / RepliCarter
- Christopher Judge : Teal'c
- Michael Shanks : Dr Daniel Jackson / Thor (voix dans la version anglaise uniquement)
- Tony Amendola : Maitre Bra'tac
- Carmen Argenziano : Jacob Carter / Selmak
- Cliff Simon : Ba'al
- Gary Jones : Sergent Walter Harriman
- Samantha Banton : Selkhet
- Mel Harris : Oma Desala
- Isaac Hayes : Tolok
- Jeff Judge : Aron
- Dean Aylesworth : Anubis (vieux)
- Rik Kiviaho : Anubis (jeune)
- Vince Crestejo : Yu-huang Shang Ti
- Kevan Ohtsji : Oshu
- Emy Aneke : Jaffa (non crédité)
- Dan Payne : Kull Warrior (non crédité)
- Dan Shea : Sergent Siler (non crédité)